# Wolfgang Dietrich (Religionspädagoge)
Wolfgang Dietrich (* 6. Februar 1925 in Birkenstein; † 21. Februar 2021) war ein deutscher evangelischer Religionspädagoge und Hochschullehrer.

## Leben
Nach dem Abitur 1943 in Nordhausen war er Sanitäter an der Ostfront. Am 1. Februar 1943 beantragte er die Aufnahme in die NSDAP und wurde zum 20. April desselben Jahres aufgenommen (Mitgliedsnummer 9.610.776). Er studierte evangelische Theologie und Philosophie in Marburg und Tübingen (1952 mit dem Fakultätsexamen). Er war Lehrer und Internatserzieher in Gaienhofen am Bodensee. Anschließend unterrichtete er als Religionslehrer und Schulpfarrer an Berufsschulen in Marburg.  Ab 1970 war er als Dozent an dem neugegründeten Religionspädagogischen Studienzentrum der evangelischen Kirche in Hessen und Nassau in Kronberg/Taunus tätig, bis er 1979 auf eine Professur für Theologie und Religionspädagogik an die Universität Hannover berufen wurde, die er bis zum Eintritt in den Ruhestand 1990 innehatte. Dietrich wurde als Verfasser zahlreicher Publikationen auch über den universitären Rahmen hinaus bekannt.

## Schriften (Auswahl)
- Nikolai Berdjajew, Leben und Werk. Berlin 1975, ISBN 3-7664-3029-7.
- Zum Umgang mit Zitaten. Anregungen und Vorschläge zu einem neuen Medium für Religions- und Gemeindepädagogik. Gelnhausen 1982, ISBN 3-419-53829-4.
- Nikolai Berdjajew, Anmerkungen und Exkurse. Berlin 1979, ISBN 3-7664-3033-5.
- Leben schützen – Töten verweigern. Das 6. Gebot. Eschbach 1992, ISBN 3-88671-119-6.